# KV29
KV29 (Kings' Valley 29) è la sigla che identifica una delle tombe della Valle dei Re in Egitto; sconosciuto il titolare.
Priva di decorazioni, nota fin dall'antichità, venne mappata e rilevata da James Burton e John Gardner Wilkinson, nel 1825, e da Victor Loret, nel 1899.
Come confermato nel 2011 da scavi sistematici nell'ambito del The University of Basel King’s Valley Project (trad. Progetto Valle dei Re dell’Università di Basilea) , è costituita da un pozzo che è stato interamente liberato dai detriti e, verosimilmente, da un'unica camera per la quale non sono stati ancora eseguiti rilievi.

### Approfondimenti
1. ↑  Le tombe vennero classificate nel 1827, dalla numero 1 alla 22, da John Gardner Wilkinson in ordine geografico. Dalla numero 23 la numerazione segue l’ordine di scoperta.
2. ↑  Il progetto vede la collaborazione, oltre l'Università di Basilea, dell'Università Americana del Cairo –Dipartimento Egittologia- e dell’Università di Zurigo –Centro di medicina evolutiva: progetto mummie egizie-; prevede lo studio e l'analisi di varie tombe della Valle dei Re: KV26, KV29, KV30,  KV31,  KV32,  KV33,  KV37,  KV40,  KV59,  KV61 e la recentissima KV64.

### Fonti
1. ↑   Copia archiviata, su aegyptologie.unibas.ch. URL consultato il 3 febbraio 2017 (archiviato dall'url originale il 21 dicembre 2016).
2. ↑  Nicholas Reeves e Richard Wilkinson (2000), The complete valley of the Kings, New York, Thames & Hudson, p. 183.